# 96P/Макхольца
Комета Макхольца 1 (96P/Machholz) — короткопериодическая комета из семейства Юпитера, которая была обнаружена 12 мая 1986 года американским астрономом-любителем Дональдом Макхольцом на пике Лома-Приета в Калифорнии. Она была описана как диффузный объект 11,0 m звёздной величины без центральной конденсации. Комета обладает довольно коротким периодом обращения вокруг Солнца — чуть менее 5,3 года.

Орбита кометы Макхольца 1 и её положение в Солнечной системе

## История наблюдений
Первая приблизительная параболическая орбита была рассчитана британским астрономом Брайаном Марсденом уже к 15 мая, к июню было собрано достаточно наблюдений, чтобы примерно рассчитать эллиптическую орбиту, согласно которой комета прошла перигелий 23 апреля 1986 года на расстоянии 0,1268 а. е. (19,02 млн км) под наклоном 60 ° и имела период обращения, равный 5,34 года. Однако, из-за двух, относительно тесных, предшествовавших открытию (в 1972 году — 1,3 а. е. и в 1984 году — 1,6 а. е.), сближений с Юпитером, точная дата следующего прохождения перигелия оставалась неопределённой с погрешностью до двух месяцев. Но опасения астрономов оказались напрасными, когда 21 июля 1991 года она в очередной раз вернулась в точку перигелия, ошибка этой даты с расчётной составила всего -0,03 суток.
В течение 1986 года комета медленно угасала по мере удаления от Солнца и приближения к Земле. К концу мая её яркость упала до 11 m, размер комы за весь период наблюдений не превысил 2 угловых минут дуги, а размеры хвоста и антихвоста — 4 и 2 угловых минуты дуги соответственно. В первые дни июня комета пролетела всего в 0,4 а. е. (60 млн км) от Земли, после чего темпы её угасания сильно ускорились. Тем не менее, относительно небольшое расстояние в афелии, позволяло продолжать следить за движением кометы на протяжении всей орбиты, вплоть до её возвращения в 1991 году.
Первые фотографии кометы во время возвращения 1991 года получили 3 июня новозеландские астрономы Алан Гилмор и Памела Килмартин, причём к 5 июня яркость ядра кометы выросла с 16,0 m до 14,0 m, а хвост увеличился до 30 угловых секунд. В течение последних дней июля и первых дней августа оценки магнитуды, как правило, находились в диапазоне от 8 до 9 m. Минимальное расстояние до Земли 7 августа составило 0,94 а. е. После этого комета быстро угасла.
Следующие возвращение кометы в 1996 году было не очень благоприятным для наблюдений, поскольку комета находилась с дневной стороны Земли и терялась в лучах Солнца, к которому регулярно каждые 5 лет подходила практически вплотную. Столь близкие подходы к Солнцу полностью нивелируют увеличение яркости. В этих случаях единственным способом наблюдения остаётся коронограф космического аппарата SOHO, который к тому времени уже был запущен в космос. Ему удалось наблюдать комету с 13 по 16 октября. Результаты наблюдений показали увеличение яркости кометы до магнитуды 4,5 m, а длины хвоста до 2 угловых градусов. Начиная с этого года, комета наблюдалась этим спутником при каждом своём появлении вблизи перигелия.

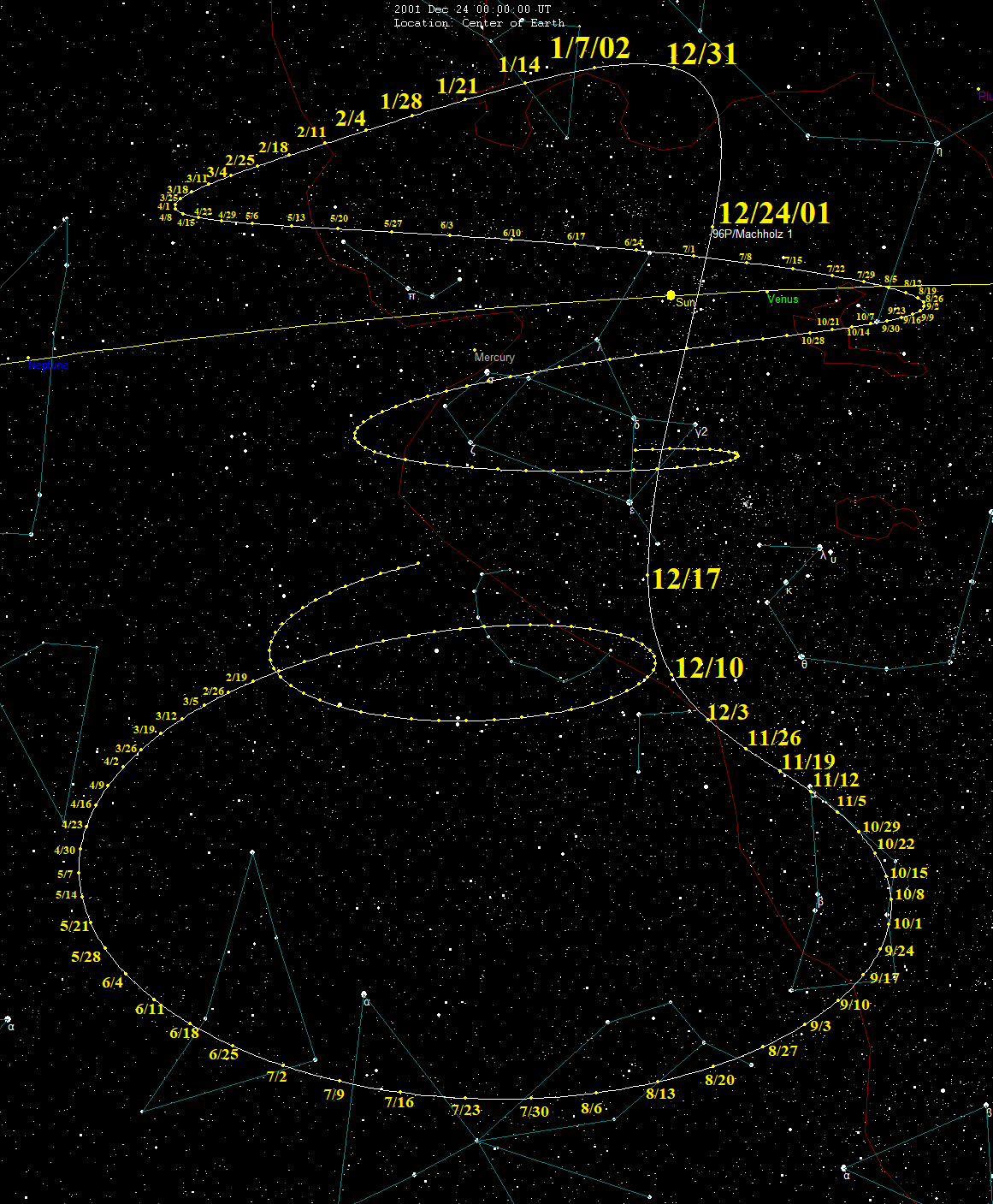
Звёздная карта перигелия 2001/2002 годов, яркость кометы составила —2,0 m
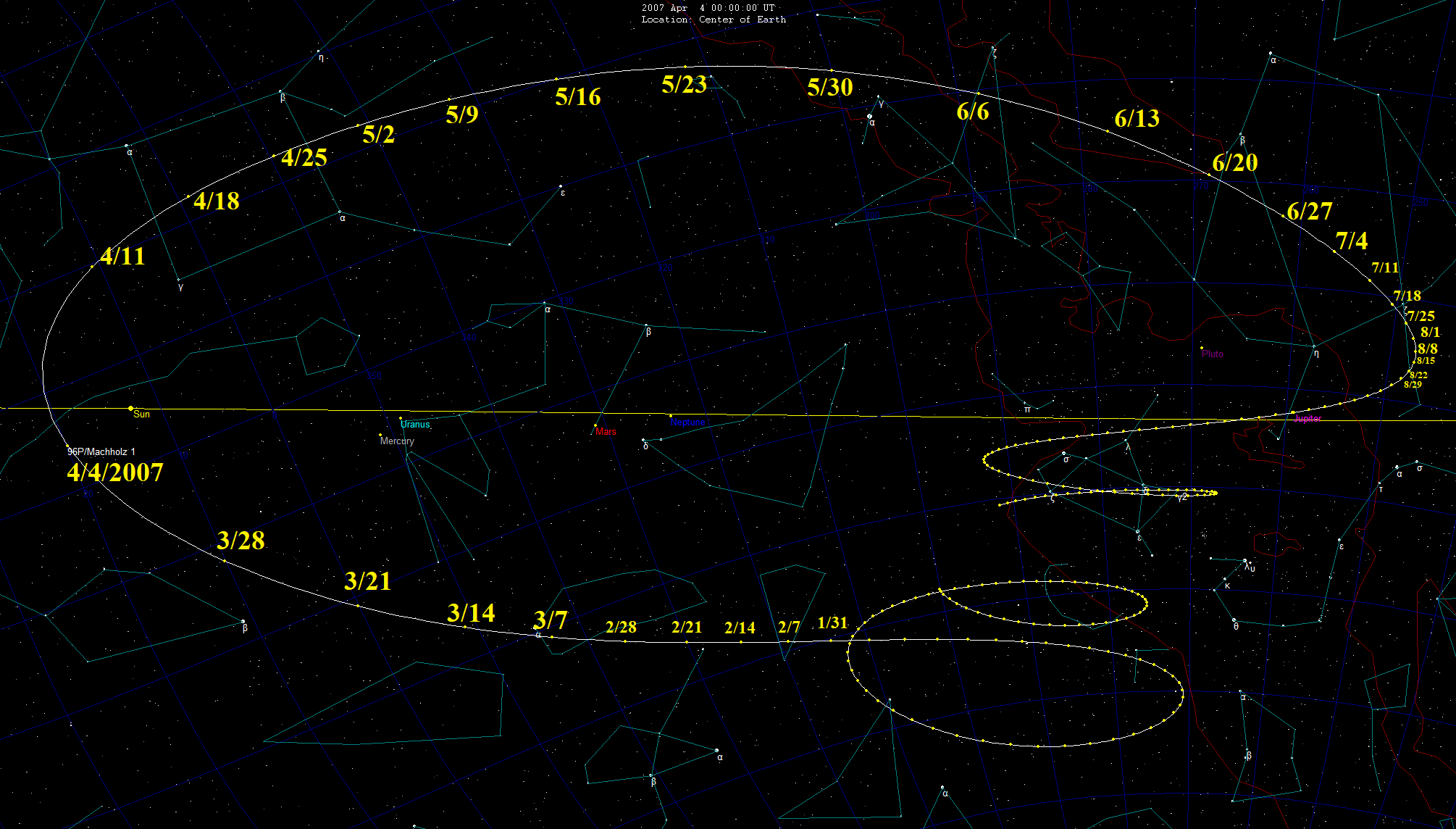
Звёздная карта перигелия 2007 года. Комета наблюдалась со 2 по 6 апреля, 4 апреля 2007 года, яркость кометы составила 2,0 m
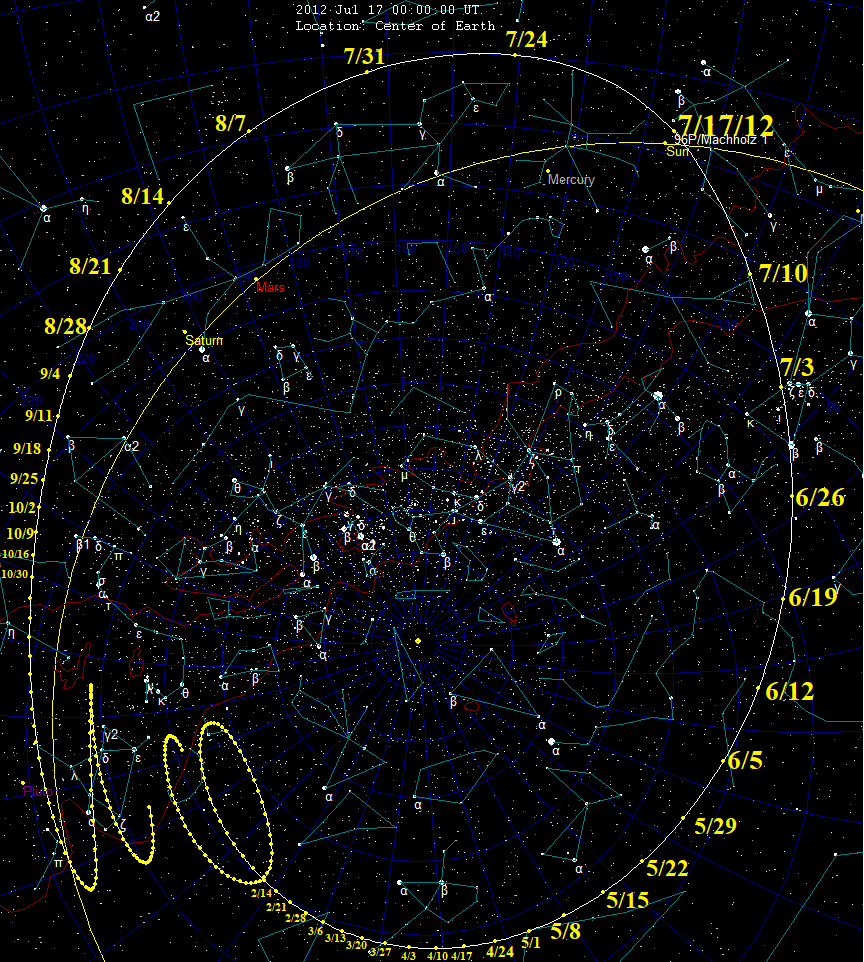
Звёздная карта перигелия 2012 года. Комета наблюдалась со 12 по 17 июля[15], ожидаемая яркость кометы 2,0 m[16]. Однако наблюдения показали наличие двух слабых фрагментов кометы, которые опережали расчётное время появления кометы на пять часов. Вероятно, она распалась во время предыдущего сближения с Солнцем в 2007 году[17].
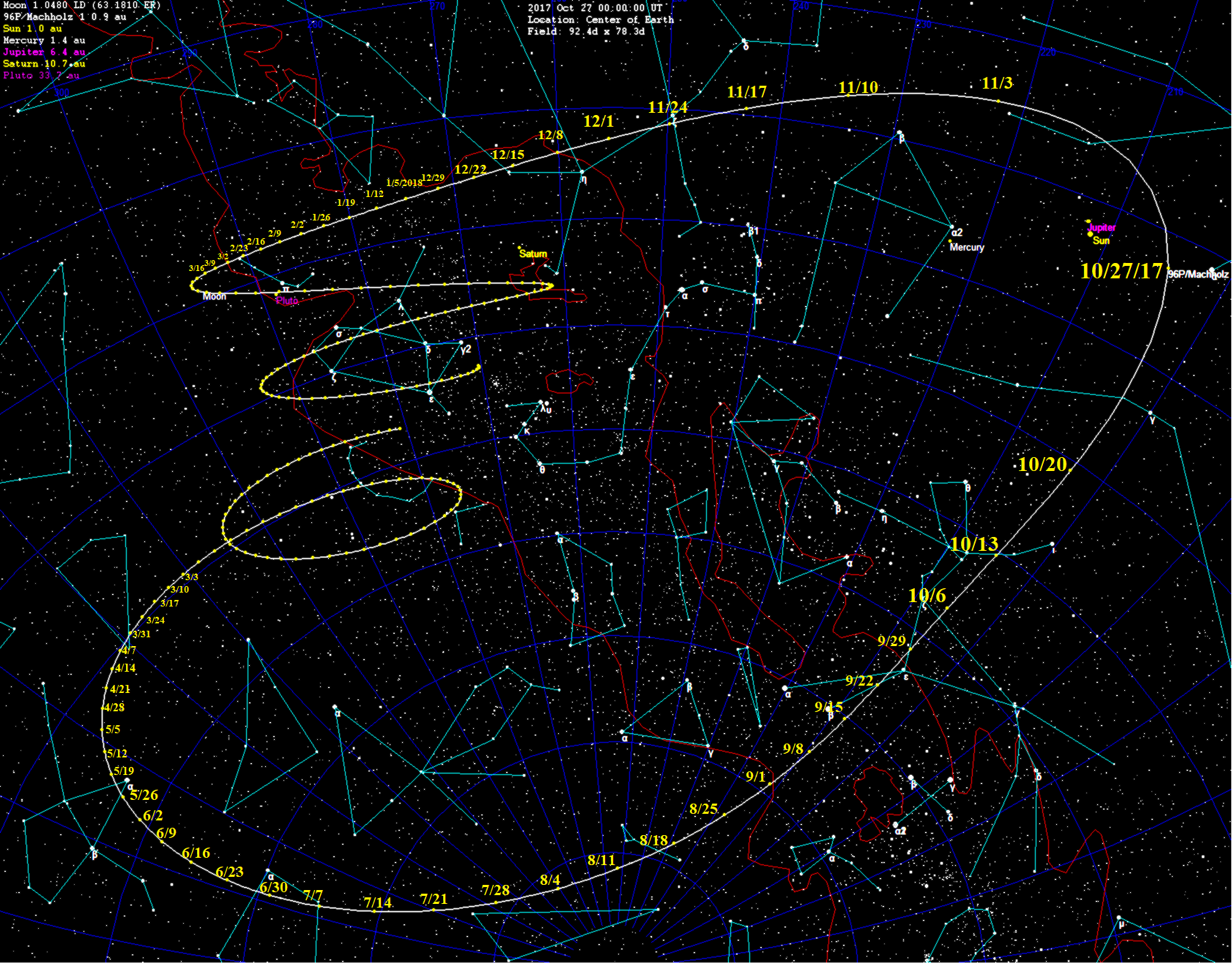
Звёздная карта перигелия 2017 года, ожидаемая яркость кометы 2,0 m. 27 октября 2017 года комета прошла в 0,12395 а. е. (18,59 млн км) от Солнца[18].
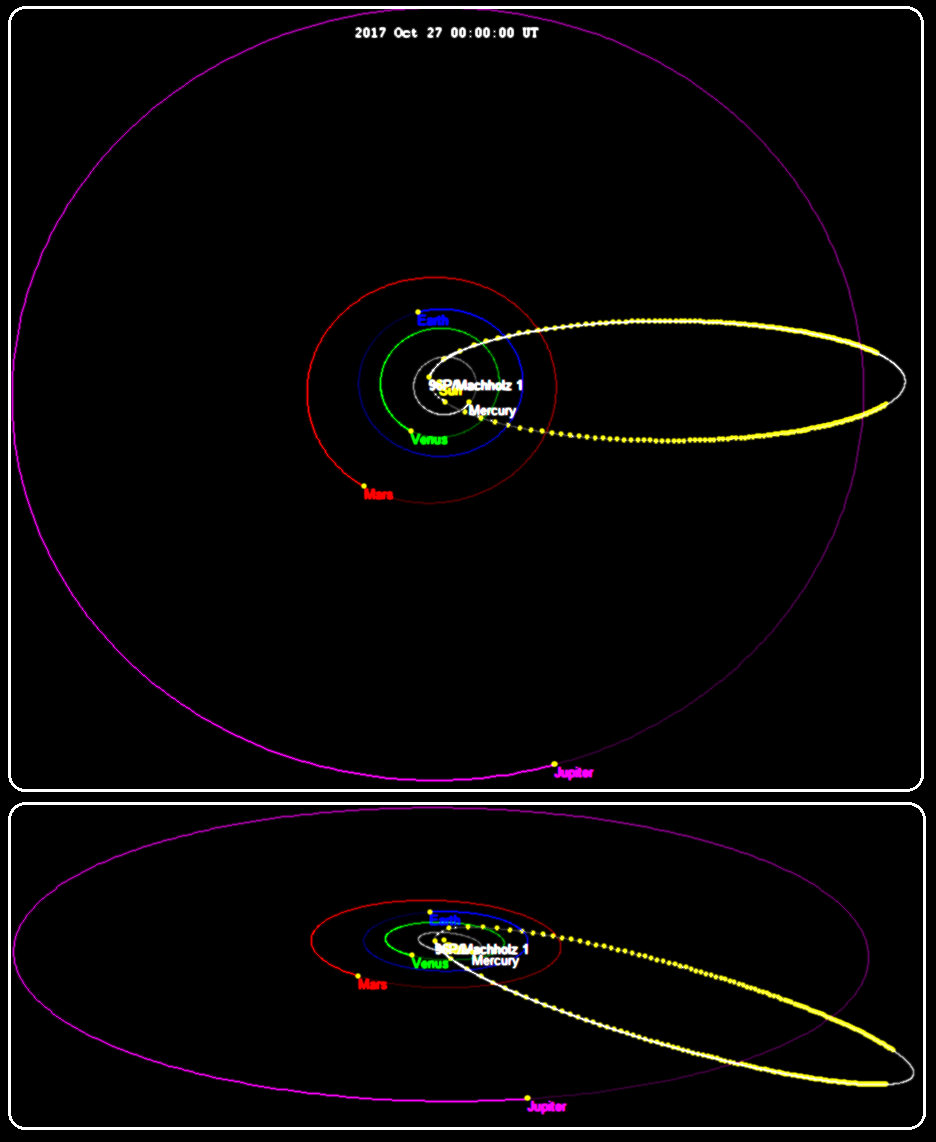
Орбита кометы Макхольца 1 проходит сразу за Юпитером и заходит глубоко внутрь орбиты Меркурия.

## Интересные факты
Данный объект интересен среди других комет как с точки зрения орбитальных характеристик, так и по химическому составу. Сильно вытянутая орбита кометы (е=0,959) уникальна с одной стороны — необычно высоким наклоном к плоскости эклиптики — более 58 °, а с другой — крайне малым значением расстояния перигелия — всего 0,123 а. е., что в 2,5 раза меньше перигелия Меркурия. Так близко к Солнцу не подходит больше ни одна короткопериодическая комета, а столь высокие значение наклона орбиты и вовсе может указывать на межзвёздную природу кометы. В дополнение к этому, комета ещё и находится в орбитальном резонансе с Юпитером 9:4. Также орбита кометы весьма схожа с параметрами метеорного потока Ариетиды.
Во второй половине XX века комета испытала два тесных сближения с Землёй: 3 июня 1965 года — до 0,46 а. е. (69 млн км) и 6 июня 1986 года — 0,40 а. е. (60 млн км). В XXI веке пока произошло только одно сближение: 13 мая 2008 года с Юпитером — до 0,87 а. е. (130,5 млн км), что ещё сильнее вытянуло орбиту, — уменьшив перигелий с 0,125 а. е. до 0,124 а. е. и увеличив период обращения с 5,24 до 5,28 года. Ещё два тесных сближения с Землёй ожидаются в ближайшую четверть века: 16 июня 2028 года — 0,32 а. е. (48 млн км), 24 июня 2049 года — 0,36 а. е. (54 млн км).
Ещё одним доводом в пользу внесистемного происхождения кометы является её крайне необычный химический состав. Проведённые в 2007 году обсерваторией Лоуэлла, в рамках программы долгосрочных наблюдений состава комет, спектроскопические исследования показали, что 96P/Макхольца содержит в составе комы в 72 раза меньше циана, чем обычные кометы. Согласно компьютерному моделированию, в редких случаях, когда межзвёздная комета проходит вблизи Юпитера она действительно может быть захвачена его гравитацией и переведена на гелиоцентрическую орбиту . Но вероятность подобного захвата составляет лишь раз в 60 миллионов лет. Помимо кометы Макхольца, на данный момент известна лишь одна комета, претендующая на звание бывшей межзвёздной — это долгопериодическая комета C/1988 Y1 (Янака). Она столь же обеднена углеродом и характеризуется столь же необычной орбитой. Первой открытой и подтвержденной межзвёздной кометой является комета 2I/Борисова.